# Windows 10
Windows 10 — операционная система для персональных компьютеров и рабочих станций, разработанная корпорацией Microsoft в рамках семейства Windows NT.
Выпущена в августе 2015 года. После Windows 8.1 система получила номер 10, минуя 9. Серверные аналоги Windows 10 — Windows Server 2016, Windows Server 2019 и Windows Server 2022. Windows 10 была доступна для загрузки через MSDN и TechNet, как бесплатное обновление для пользователей розничных копий Windows 8 и Windows 8.1 через Microsoft Store, а для пользователей Windows 7 через Windows Update. В отличие от предыдущих выпусков Windows NT, Windows 10 получает новые сборки на постоянной основе, которые доступны пользователям без дополнительных затрат; устройства в корпоративных средах могут альтернативно использовать долгосрочные этапы поддержки, которые получают только критические обновления, такие как исправления безопасности.
Windows 10 получила в целом положительные отзывы после своего первоначального выпуска, с похвалой за возвращение интерфейса рабочего стола, улучшенное по сравнению с Windows 8.1 встроенное программное обеспечение и другие возможности. Однако средства массовой информации критически отнеслись к поведенческим изменениям системы, таким как обязательная установка обновлений, проблемы с конфиденциальностью при сборе данных и рекламные тактики, используемые для продвижения операционной системы при её выпуске. Изначально Microsoft стремилась установить Windows 10 на более чем миллиарде устройств в течение трёх лет с момента её выпуска; эта цель была в конечном итоге достигнута почти через пять лет после выпуска 16 марта 2020 года, и она превзошла Windows 7 как самую популярную версию Windows во всём мире к январю 2018 года, но уже неактуально в 2025. На июль 2025 Windows 10 является второй по популярности используемой традиционной операционной системой для ПК с долей пользователей 42 %, уступая Windows 11 с долей 53 %..
Windows 10 являлась одной из самых используемых ОС Windows за 2016—2025 годы. Опередив в январе 2018 года предыдущего лидера, Windows 7, Windows 10 занимает, согласно статистическим данным сайта StatCounter, второе место в мире среди операционных систем, используемых для доступа к Интернету и на июль 2025 года является второй по популярности версией Windows в мире, с долей использования 42 % во всём мире и 73 % в России.
Система призвана стать единой для разных устройств, таких как персональные компьютеры, планшеты, смартфоны, консоли Xbox One и пр. Доступна единая платформа разработки и единый магазин универсальных приложений, совместимых со всеми поддерживаемыми устройствами. Windows 10 поставляется в качестве услуги с выпуском обновлений на протяжении всего цикла поддержки. Среди значимых нововведений — голосовая помощница Кортана, возможность создания и переключения нескольких рабочих столов и другие. В отличие от ориентированного на планшет подхода Windows 8, Microsoft предоставила ориентированный на настольный компьютер интерфейс в соответствии с предыдущими версиями Windows в Windows 10.
Пользовательское соглашение Windows 10 позволяет компании Microsoft собирать многочисленные сведения о пользователе, историю его интернет-деятельности, пароли к точкам доступа, данные, набираемые на клавиатуре, и многое другое (смотрите раздел «Критика»).
Windows 10 — последняя версия Windows, которая поддерживает 32-разрядные процессоры. Её преемнице, Windows 11, требуется 64-разрядный процессор в любой поддерживаемой архитектуре. На смену Windows 10 пришла Windows 11, выпущенная 5 октября 2021 года. Поддержка версий Windows 10, не входящих в канал долгосрочного обслуживания (LTSC), должна была прекратиться 14 октября 2025 года, но она была продлена до 13 октября 2026 года в рамках программы расширенной поддержки.

## История

### Разработка
В 2011 году на конференции для партнёров Microsoft Worldwide Partner Conference Эндрю Лис, руководитель Microsoft’s mobile technologies, заявил, что компания намерена иметь единую программную экосистему для ПК, телефонов, планшетов и других устройств.

У нас не будет одной экосистемы для персональных компьютеров, одной — для телефонов, одной — для планшетов — они все будут вместе.Оригинальный текст (англ.)We won’t have an ecosystem for PCs, and one for phones, and one for tablets‍—‌they'll all come together.
В декабре 2013 года технический обозреватель Мэри Джо Фоли сообщил, что Microsoft работает над обновлением для Windows 8 под кодовым именем «Threshold». Подобно «Blue», которым стал Windows 8.1, Фоли назвал «Threshold» «волной операционных систем» на нескольких платформах и сервисах Microsoft, запланированных на второй квартал 2015 года. Фоли сообщил, что среди целей «Threshold» было создание единой платформы приложений и инструмента разработки для Windows, Windows Phone и Xbox One, которые используют единое ядро — Windows NT.
В апреле 2014 года на конференции Build Тэрри Майерсон представил обновлённую версию Windows 8.1, в которой появилась возможность запуска приложений Магазина Windows внутри окон рабочего стола и более традиционное меню «Пуск» вместо начального экрана, отображаемого в Windows 8. Новое меню «Пуск» использует дизайн после Windows 7, используя только часть экрана и включающее список приложений в стиле Windows 7 в первом столбце. Во втором столбце отображаются плитки в стиле Windows 8. Майерсон заявил, что эти изменения произойдут в будущем обновлении, но не уточнила, в каком именно.
Microsoft также представила концепцию «универсального приложения для Windows», позволяя использовать приложения Магазина Windows, созданные для Windows 8.1, на Windows Phone 8.1 и Xbox One при совместном использовании общей базы кода с интерфейсом, разработанным для разных форм-факторов устройства, и предоставляющем пользователю данные и лицензии для приложения, которое будет использоваться совместно несколькими платформами. Windows Phone 8.1 имеет почти 90 % общих Windows Runtime API с Windows 8.1 на ПК.
Скриншоты сборки Windows, которой, предположительно, и была «Threshold», утекли в сеть в июле 2014 года. На них показано ранее представленное меню «Пуск» и приложения магазина Windows в оконном режиме. В сентябре 2014 года на скриншоте сборки 9834, имевшей название «Windows Technical Preview», появились виртуальные рабочие столы, центр уведомлений и новый значок «Проводника».

### Анонс
Windows «Threshold» была официально представлена во время мероприятия 30 сентября 2014 года под названием «Windows 10». Майерсон заявил, что Windows 10 станет самой «всеобъемлющей платформой» Microsoft, обеспечивающей единую унифицированную платформу для ПК, ноутбуков, планшетов, смартфонов и устройств «всё в одном». Он подчеркнул, что Windows 10 предпримет шаги по восстановлению механизма пользовательского интерфейса из Windows 7, чтобы улучшить опыт пользователей на устройствах без касания, отметив критику сенсорного интерфейса Windows 8 от пользователей, использовавших клавиатуры и мыши. Несмотря на эти уступки, Майерсон отметил, что сенсорный интерфейс также будет развиваться в Windows 10. В описании изменений Джо Бельфиор сравнил две операционные системы с электромобилями, сравнив Windows 7 с гибридом Toyota Prius первого поколения и Windows 10 с полностью электрическим Tesla, считая последнее расширением технологии, впервые введённой в модель.
По поводу названия Windows 10 вместо Windows 9 Терри Майерсон сказал, что «на основе продукта, который подходит, и насколько отличается подход компании в целом, было бы неправильно назвать его Windows 9[проверить перевод]». Он также пошутил, что они не могут назвать ОС «Windows One», ссылаясь на несколько последних продуктов Microsoft с похожим брендом, таких как OneDrive, OneNote и Xbox One, поскольку Windows 1.0 уже существует. Тони Профет, вице-президент Microsoft по маркетингу Windows, заявил на конференции в Сан-Франциско в октябре 2014 года, что Windows 9 «пришла и ушла», и что Windows 10 является не «шагом вперёд от Windows 8.1», а «материальным шагом». «Пытаясь создать одну платформу, одну экосистему, которая объединяет в себе множество устройств из небольшого встроенного Интернета-вещей через планшеты, телефоны, ПК и Xbox».

— Что случилось с Windows 9?
— Она пришла и ушла.
Оригинальный текст (англ.)— What happened to Windows 9?
— It came and it went.

Профет пояснил, что пропуск девятого номера в наименовании операционной системы Windows не связан с совместимостью. Сторонние приложения определяли бы её, как систему из семейства Windows 9x, которые выпускались с 1995 по 2000 год. Множество программ для определения версии Windows использует подобный код:
```
if
 
(
osName
.
startsWith
(
"Windows 9"
))
 
{

    
/* Windows 95 & Windows 98 */

}

else
 
{

}

```

Дальнейшие подробности, связанные с ориентированными на потребителя функциями Windows 10, были представлены во время другого мероприятия, проведённого 21 января 2015 года под названием «Windows 10: The Next Chapter». Основной доклад был посвящён интеграции Cortana в операционную систему, новым функциям, ориентированным на Xbox, Windows 10 Mobile, обновлённому пакету Office Mobile, Surface Hub — широкоэкранному устройству на базе Windows 10 для корпоративного сотрудничества на основе технологии Perceptive Pixel наряду со шлемом дополненной реальности HoloLens, и связанной платформе для создания приложений, которые могут отображать голограммы через HoloLens.
Дополнительные детали, ориентированные на разработчика, связанные с концепцией «Универсальная платформа Windows», были раскрыты и обсуждены во время конференции разработчиков Microsoft Build. Среди них было открытие «Islandwood», который обеспечивает связующую программную цепочку для компиляции программного обеспечения на основе Objective-C (в частности, программного обеспечения iOS) для работы в качестве универсальных приложений на Windows 10 и Windows 10 Mobile. Был продемонстрирован порт Candy Crush Saga, сделанный с использованием инструмента (большая часть его кода использовалась в версии для iOS) наряду с объявлением о том, что игра, разработанная King, будет включена в состав Windows 10 при выпуске.

### Выпуск
1 июня 2015 года Microsoft объявила, что Windows 10 будет выпущена 29 июля 2015 года.
20 июля 2015 корпорация начала рекламную кампанию Windows 10 под названием «Upgrade Your World» (рус. «Обновите ваш мир») с показом телевизионных рекламных роликов в Австралии, Канаде, Франции, Германии, Японии, Великобритании и США. Microsoft использовала хештег «A more human way to do» (рус. «Более человечный способ сделать»), подчёркивая новые функции и технологии, поддерживаемые Windows 10, которые стремились предоставить пользователям более «личный» опыт. Рекламная кампания завершилась стартовыми мероприятиями в 13 городах 29 июля 2015 года, где отмечалась «беспрецедентная роль крупнейших фанатов в разработке Windows 10».

## Распространение
Windows 10 — первая операционная система Microsoft, которая официально распространяется не только с серверов поставщика, но и с компьютеров своих пользователей, по принципу протокола BitTorrent. По такому же принципу распространяются и обновления Windows 10. Также имеется возможность оставить обмен обновлениями только между компьютерами локальной сети.
В течение первого года после выхода системы пользователи могли бесплатно обновиться до Windows 10 на любом устройстве под управлением официальных версий Windows 7, Windows 8.1 и Windows Phone 8.1, соответствующим определённым требованиям.

### Прямое обновление
Прямое обновление до Windows 10 было доступно бесплатно для лицензионных Windows 7 и Windows 8.1 с 29 июля 2015 года по 29 июля 2016 года для устройств, соответствующих определённым требованиям.
Обновление осуществлялось с помощью приложения «Получить Windows 10», которое распространялось через обновление KB3035583. В нём можно было зарезервировать и загрузить систему до 29 июля 2016 года — срока окончания акции. Установочные файлы сами загрузятся на компьютер, однако можно отложить установку. Также можно с сайта Microsoft загрузить утилиту для создания установочных носителей и выбрать вариант обновления. Данные способы обновления не распространяются на выпуски корпоративной версии, корпоративную версию нужно обновить через образ VLSC, выданный корпорацией.
Для пользователей с ограниченными возможностями Microsoft сохраняла возможность бесплатно обновиться до Windows 10 до 16 января 2018 года (изначально — до 31 декабря 2017 года, но Microsoft продлила акцию). Подтверждать состояние здоровья компания не требовала.
| Редакция Windows до обновления       | Редакция Windows до обновления          | Редакция после обновления до Windows 10 | Метод обновления                                    | Метод обновления         | Окончание акции бесплатного обновления | Окончание акции бесплатного обновления          |
| Windows 7                            | Windows 8.1                             | Редакция после обновления до Windows 10 | Метод обновления                                    | Метод обновления         | Для всех                               | Для пользователей с ограниченными возможностями |
| ------------------------------------ | --------------------------------------- | --------------------------------------- | --------------------------------------------------- | ------------------------ | -------------------------------------- | ----------------------------------------------- |
| Начальная                            | Core                                    | Домашняя                                | ISO-образ (если заранее зарезервировано обновление) | Центр обновления Windows | 29.07.2016                             | 31.12.2017                                      |
| Домашняя базовая                     | Core                                    | Домашняя                                | ISO-образ (если заранее зарезервировано обновление) | Центр обновления Windows | 29.07.2016                             | 31.12.2017                                      |
| Домашняя расширенная                 | Core                                    | Домашняя                                | ISO-образ (если заранее зарезервировано обновление) | Центр обновления Windows | 29.07.2016                             | 31.12.2017                                      |
| н/д                                  | с Bing                                  | Домашняя с Bing                         | ISO-образ (если заранее зарезервировано обновление) | Центр обновления Windows | 29.07.2016                             | 31.12.2017                                      |
| н/д                                  | для одного языка                        | Домашняя для одного языка               | ISO-образ (если заранее зарезервировано обновление) | Центр обновления Windows | 29.07.2016                             | 31.12.2017                                      |
| Профессиональная                     | Профессиональная                        | Профессиональная                        | ISO-образ (если заранее зарезервировано обновление) | Центр обновления Windows | 29.07.2016                             | 31.12.2017                                      |
| Максимальная                         | Профессиональная с Windows Media Center | Профессиональная                        | ISO-образ (если заранее зарезервировано обновление) | Центр обновления Windows | 29.07.2016                             | 31.12.2017                                      |
| Корпоративная (обновление вне акции) | Корпоративная (обновление вне акции)    | Корпоративная (обновление вне акции)    | ISO-образ                                           | н/д                      | н/д                                    | н/д                                             |
| н/д                                  | Windows RT 8.1                          | Недоступно                              | Недоступно                                          | Недоступно               | Недоступно                             | Недоступно                                      |

## Отличия от предыдущих версий Windows

### Основные отличия
- Обновлённое меню «Пуск» позволит пользователю в один клик просматривать списки часто используемых приложений и файлов, а также настраивать приложения, программы, контакты и веб-сайты. Имеется возможность закрепить плитки в меню «Пуск», а если плитки не нужны, их можно убрать. Пользователь может регулировать размер меню «Пуск» (высота, ширина), сохранилась возможность использовать меню в полноэкранном режиме.
- Недавно установленные приложения расположены в середине списка приложений меню «Пуск», а не отображаются и подсвечиваются при открытии диалога «Все программы», как это было в предыдущих версиях Windows.
- Магазин Microsoft в оконном режимеUWP-приложения Магазина Microsoft (ранее — Магазина Windows[128]) теперь открываются в оконном режиме. С помощью новой кнопки в заголовке окна можно развернуть приложение на весь экран (если оно это поддерживает).
- Панель «чудо-кнопок» заменена «Центром уведомлений» с кнопками быстрых настроек. Теперь они доступны лишь в меню управления приложением в заголовке окна. Уведомления синхронизируются с другими устройствами, работающими на Windows 10.
- На панели задач добавлены кнопки просмотра задач, включая меню виртуальных рабочих столов (Также экран просмотра задач можно открыть комбинацией клавиш ⊞ Win+Tab ↹), и Центра уведомлений, новая панель поиска с интегрированным голосовым ассистентом Кортана. Голосовая активация позволяет вызывать поиск командой «Hey, Cortana». Среди возможностей Кортаны[129]:
  1. Отображение напоминаний по времени, местам и людям.
  2. Отслеживание отправлений, групп, интересов и рейсов.
  3. Отправка электронных писем и SMS.
  4. Управление календарём и предоставление актуальных сведений.
  5. Создание списков и управление ими.
  6. Общение и игры.
  7. Поиск фактов, файлов, мест и сведений.
  8. Запуск любого приложения в системе.

Кортана недоступна на территории СНГ, включая Россию — работает только поиск.
- При нажатии на значок сети подключения открываются в маленьком окне, как в Windows 7. Оттуда же можно мгновенно включить режим «в самолёте» или же перейти к параметрам компьютера.
- Обновлённый интерфейс индикатора батареи при нажатии на значок батареи.
- Обновлены часы и календарь.
- Улучшенная функция Snap[англ.] позволяет открывать сразу 4 приложения одновременно и подсказывает, какие ещё приложения запущены и как их можно разместить.
- Перерисованы некоторые значки. Также окна теперь имеют более современную анимацию открытия и закрытия. Изменена анимация при установке программ.
- В новой ОС рамки окон стали тоньше, также изменён их интерфейс.
- Режим (Continuum) позволит взаимодействовать одновременно и с сенсорным интерфейсом и с традиционным на гибридных устройствах — то есть позволит подключать монитор, мышь и клавиатуру к телефону, функция обещана для «выбранных» моделей новых устройств премиум-класса «в ближайшее время».
- Обновлены экран приветствия и экран блокировки.
- Центр поддержки в Windows 10 переименован в «Безопасность и обслуживание».
- Функция Storage Sense позволяет сохранять приложения из Магазина Microsoft не только на жёсткий диск, но и на карту памяти.
- Интерфейс процесса установки получил обновлённый графический интерфейс, однако он доступен только при обновлении Windows на новую сборку и обновлению до Windows 10.
- Служба Windows Hello для входа в систему с помощью биометрических данных позволяет не вводить пароль на тех сайтах и приложениях, которые её поддерживают. Наряду с Windows Hello Microsoft запускает систему, которая называется Microsoft Passport, предназначенную для замены пароля с помощью личных устройств, таких как смартфоны и носимые устройства, чтобы можно было пройти аутентификацию в корпоративных системах и онлайн-контенте[67].
- Fluent Design System (c версии 1709) — новый язык дизайна Windows, ранее известный как Neon Project, имеет 5 основ: Light (свет), Depth (глубина), Motion (движение), Material (материал), Scale (масштаб).
- Новое приложение «Параметры», призванное полностью заменить «Панель управления», которая пока существует в Windows 10, но с ограниченной функциональностью.
- Начиная с версии 1607 реализован слой эмуляции интерфейсов ядра Linux и запуска Linux-приложений — Windows Subsystem for Linux. Совместно с компанией Canonical проработана возможность запуска приложений Ubuntu, в том числе командной Unix-оболочки bash и множества утилит командной строки[130][131].
- С версии 1709 удалено UWP-приложение «Средство просмотра», предназначенное для просмотра PDF-файлов. Функции приложения перенесены в Microsoft Edge.
- Отсутствует Windows Media Center. Пользователь не может приобрести его отдельно, как это было в Windows 8 и Windows 8.1. При обновлении с Windows 7 или Windows 8.1 до Windows 10 приложение удаляется из системы.
- Удалены классические игры «Сапёр», «Косынка», «Червы» и другие. Вместо них в системе предустановлено UWP-приложение «Microsoft Solitaire Collection».
- Режим планшета, предназначен для устройств с сенсорным экраном, запускает все приложения и меню «Пуск» на весь экран. В режиме планшета можно прикреплять только два приложения[132].
- С версии 1607 удалено приложение «Журнал Windows»[132].
- Окна командой строки в Windows 10 теперь могут быть изменены без каких-либо ограничений, можно развернуть весь экран, нажав Alt+↵ Enter, и использовать стандартные сочетания клавиш, например, для вырезания, копирования и вставки. Также были добавлены другие функции, такие как перенос слов и прозрачность. Эти функции можно отключить, чтобы вернуться к старой консоли, если это необходимо[133].

| Комбинация клавиш           | Функция                                                        |
| --------------------------- | -------------------------------------------------------------- |
| ⊞ Win+Ctrl+F4               | Закрыть новый рабочий стол                                     |
| ⊞ Win+Ctrl+← и ⊞ Win+Ctrl+→ | Переключение между рабочими столами                            |
| ⊞ Win+Ctrl+D                | Создать новый рабочий стол                                     |
| ⊞ Win+Tab ↹                 | Просмотр всех рабочих столов и открытых приложений             |
| ⊞ Win+Q                     | Запуск голосового ввода кортаны (не работает в русской версии) |
| ⊞ Win+S                     | Открыть поиск                                                  |
| ⊞ Win+A                     | Центр уведомлений                                              |
| ⊞ Win+X                     | Контекстное меню меню «Пуск»                                   |
| ⊞ Win+I                     | Приложение «параметры»                                         |
| ⊞ Win+G                     | Открыть игровую панель                                         |
| ⊞ Win+Print Screen          | Сделать скриншот экрана и сохранить                            |

### Приложения
- Обновлён Магазин Microsoft.
- В систему встроен сервис Package Management (ранее — OneGet), позволяющий устанавливать программы, как в Linux, с помощью менеджера пакетов[134][135][136].
- Приложение обратной связи Windows Feedback позволяет сообщать Microsoft о своём опыте использования предварительных версий Windows 10, а также об ошибках и пожеланиях.
- Добавлено новое UWP-приложение «Начало работы».
- В командную строку добавлена возможность использовать вставку текста, скопированного в буфер обмена, через комбинацию клавиш Ctrl+V.
- В «Проводник» добавлен более функциональный поиск и отображение последних файлов вместе с самыми посещаемыми папками.
- UWP-приложение «Калькулятор» заменяет классическое приложение.
- Новый браузер Microsoft Edge, который поставляется в системе со сборки 10158[67]; в то же время Internet Explorer оставлен в системе для совместимости со старыми приложениями. Новый браузер Microsoft Edge на платформе Chromium автоматически меняет предыдущий браузер, «устаревшую версию Microsoft Edge» (англ. the legacy version of Microsoft Edge), во время загрузки новой версии с сайта Microsoft или во время установки автоматических обновлений, — обновление браузера начались с 15 января 2020. При этом, «устаревшую версию» браузера будет невозможно сохранить или вновь загрузить[137][138].
- UWP-приложение Skype, с 2017 года в русской версии название пишется русскими буквами — «Скайп».
- «Кино и ТВ».
- «Музыка Groove».
- «Улучшите свой Office» — рекламное приложение, предлагает купить подписку на Office 365.
- «Mixed Reality Viewer» — предназначено для работы со смешанной реальностью.
- «Обращение за помощью» — онлайн-справка.
- «Центр безопасности защитника Windows» — обновлённая UWP-версия защитника Windows с расширенными функциями, доступно в версии 1703 и выше.

### DirectX 12
В состав Windows 10 включён DirectX 12 наряду с WDDM 2.0. Представленный в марте 2014 года на конференции GDC, DirectX 12 нацелен на обеспечение «эффективности на уровне консоли» с «ближе к металлическому» доступу к аппаратным ресурсам и сокращением накладных расходов на процессор и графический драйвер. Большинство улучшений производительности достигается с помощью низкоуровневого программирования, которое позволяет разработчикам более эффективно использовать ресурсы и уменьшать узкопрофильные узлы с однопоточным процессором, вызванные абстракцией через API более высокого уровня. DirectX 12 также будет включать поддержку поставщиков мульти-GPU конфигураций. WDDM 2.0 предоставляет новую систему управления виртуальной памятью и выделения ресурсов для снижения рабочей нагрузки на драйвер режима ядра.

### Системная безопасность
Windows 10 включает технологию многофакторной аутентификации на основе стандартов, разработанных FIDO Alliance. ОС включает улучшенную поддержку биометрической аутентификации через платформу Windows Hello. Устройства с поддерживаемыми камерами (требующие инфракрасного освещения, например, Intel RealSense) позволяют пользователям регистрироваться с диафрагмой или распознаванием лиц, подобно Kinect. Устройства с поддерживаемыми считывателями позволяют пользователям регистрироваться через распознавание отпечатков пальцев. Учётные данные хранятся локально и защищены с помощью асимметричного шифрования.
Когда Windows 10 была впервые выпущена, многофакторная аутентификация обеспечивалась двумя компонентами: Windows Hello и Passport (не путать с платформой Passport 1998 года). Позже Passport был объединён c Windows Hello.
Корпоративные редакции Windows 10 предлагают дополнительные функции безопасности. Администраторы могут настраивать политики для автоматического шифрования конфиденциальных данных, выборочно блокировать приложения для доступа к зашифрованным данным. Device Guard — система, которая позволяет администраторам внедрять среду высокой безопасности, блокируя выполнение программного обеспечения, которое не имеет цифровой подписи доверенных поставщиков или Microsoft. Device Guard предназначена для защиты от внешних эксплоитов нулевого дня и работает внутри гипервизора, так что его работа остаётся отделённой от самой операционной системы.

### Лицензирование
Во время обновления лицензия Windows 10 напрямую не привязана к ключу продукта. Вместо этого выполняется миграция статуса лицензии текущей установки Windows, и во время процесса активации генерируется «Цифровая лицензия», которая связана с информацией об оборудовании, собранной во время процесса активации ОС. Если Windows 10 будет переустановлена и не будет никаких существенных изменений оборудования после установки (например, изменения материнской платы), система онлайн-активации автоматически распознаёт цифровую лицензию системы, если во время установки не будет введён ключ продукта. Тем не менее, уникальные ключи продукта по-прежнему распространяются в розничных копиях Windows 10. Как и в случае с предыдущими версиями Windows, кроме корпоративных редакций, существенные изменения в аппаратной конфигурации устройства могут привести к недействительности цифровой лицензии и пользователю потребуется повторно активировать Windows. Начиная с версии 1607 сведения об активации привязываются к учётной записи Microsoft.

### Мультимедиа и игры
Windows 10 обеспечивает более тесную интеграцию с экосистемой Xbox. Xbox SmartGlass заменено приложением Xbox, которое позволяет пользователям просматривать свою библиотеку игр (включая игры для ПК и Xbox), а игровая панель также доступна (с версии 1703) с помощью сочетания клавиш ⊞ Win+G, что позволяет пользователям сохранять последние 30 секунд игрового процесса как видео, которое может быть передано в Xbox Live, OneDrive или в другом месте. Windows 10 также позволяет пользователям управлять и играть в игры с консоли Xbox One через локальную сеть. Xbox Live SDK позволяет разработчикам приложений включать функции Xbox Live в свои приложения, а будущие беспроводные аксессуары Xbox One, такие как контроллеры, поддерживаются в Windows 10 с помощью адаптера. Microsoft также намерена разрешить перекрёстные покупки и сохранить синхронизацию между версиями игр для Xbox One и Windows 10. Игры от Microsoft Studios, такие как ReCore и Quantum Break, предназначены исключительно для Windows 10 и Xbox One.
Candy Crush Saga и Microsoft Solitaire Collection автоматически устанавливаются после установки Windows 10.
Windows 10 имеет встроенную запись игры и возможность захвата экрана при использовании игровой панели (с версии 1703). Пользователи также могут оперативно записывать геймплей в фоновом режиме, что позволяет пользователю сохранять последние несколько, настраиваемые пользователем, моменты геймплея на жёсткий диск.
Windows 10 поддерживает кодеки FLAC и HEVC и медиаконтейнер Matroska, позволяя открывать эти форматы в проигрывателе Windows Media и других приложениях.

## Редакции
Windows 10 имеет следующие редакции:

### Для ПК, ноутбуков, рабочих станций
Основные:
- Windows 10 «Домашняя» (англ. Home) — базовая версия для пользователей ПК, ноутбуков и планшетных компьютеров. Поставляется с ноутбуками и нетбуками.
- Windows 10 «Профессиональная» (англ. Pro) — версия для ПК, ноутбуков и планшетов с функциями для малого бизнеса типа CYOD (выбери своё устройство).
- Windows 10 «Корпоративная» (англ. Enterprise) — версия для более крупного бизнеса с расширенными функциями управления корпоративными ресурсами, безопасности и т. д.

Производные:
- Windows 10 «Домашняя для одного языка» (англ. Home Single Language, Home SL) полностью аналогична редакции Домашняя без возможности менять язык. Поставляется с ноутбуками и нетбуками.
- Windows 10 «Профессиональная для одного языка» (англ. Pro Single Language, Pro SL) полностью аналогична редакции Профессиональная без возможности менять язык.
- Windows 10 «Домашняя с Bing» (англ. Home With Bing) — версия Windows 10, в которой в браузерах Edge и Internet Explorer поисковая система по умолчанию — Bing, при этом изменить её невозможно. Поставляется с некоторыми ноутбуками.
- Windows 10 S — специальная конфигурация Windows 10 «Pro», запускает приложения только из Microsoft Store. Также в этой редакции браузером и поисковиком по умолчанию являются Microsoft Edge и Bing соответственно, при этом изменить их невозможно. Редакция появилась с выходом версии 1703[166]. С версии 1803 эта редакция была заменена возможностью производителей поставлять свои устройства на Windows 10 Home или Pro в «режиме S», в котором Windows по умолчанию разрешает установку приложений только из Microsoft Store.[167]
- Windows 10 «Pro для образовательных учреждений» (англ. Pro Education) — вариант Pro для учебных заведений, появился с выходом версии 1607[168].
- Windows 10 «Pro Для рабочих станций» (англ. Pro for Workstations) — специальный вариант Windows 10 Pro, отличается расширенной аппаратной поддержкой (на уровне сервера) и предназначена для удовлетворения сложных потребностей в критически важных средах с высокой вычислительной нагрузкой, имеет поддержку создания хранилищ с файловой системой ReFS (начиная с версии 1709 во всех редакциях, кроме Pro for Workstation и «Корпоративной», поддержка удалена[169]), предоставляет наиболее требовательные приложения и данные с требуемой производительностью с использованием энергонезависимых модулей памяти (NVDIMM-N). Поддерживает до 4-х CPU и до 6 ТБ оперативной памяти (в «Pro» — до 2 ТБ). Редакция появилась с выходом версии 1709[170].
- Windows 10 «Корпоративная с долгосрочным обслуживанием» (англ. Enterprise LTSC, ранее — Enterprise LTSB)[171] — специальный вариант «Корпоративной», отличается от остальных редакций долгосрочной поддержкой одной версии и отсутствием Магазина и UWP-приложений (кроме приложения «Параметры»).
- Windows 10 «для образовательных учреждений» (англ. Education) — вариант «Корпоративной» для учебных заведений, в версиях ниже 1703 отсутствует Кортана[172].
- Windows 10 Team — редакция для планшетов Surface Hub[173].
- Для стран Евросоюза (отсутствуют Windows Media Player, музыка Groove, «Кино и ТВ», но возможно их добавить вручную)[174]:
  1. Windows 10 Home SL N
  2. Windows 10 Home N
  3. Windows 10 S N
  4. Windows 10 Pro N
  5. Windows 10 Enteprise N
  6. Windows 10 Enterpise LTSC N.
- Для Южной Кореи[174] (отсутствуют Windows Media Player, музыка Groove, «Кино и ТВ», но возможно их добавить вручную. Есть ссылки на альтернативное ПО):
  1. Windows 10 Home SL KN
  2. Windows 10 Home KN
  3. Windows 10 S KN
  4. Windows 10 Pro KN
  5. Windows 10 Enteprise KN
  6. Windows 10 Enterpise LTSC KN.
- Windows 10 China Government Edition[175][176][177] — специальная редакция для КНР, содержит меньшее количество штатных приложений Microsoft (каких именно — не уточняется) и дополнительные настройки безопасности, наличие которых необходимо для сертификации ОС для использования в государственных учреждениях.[178][179][180].
- Windows 10 Entry
- Windows 10 Value
- Windows 10 Core
- Windows 10 Core +
- Windows 10 Advanced

Мы впервые предлагаем полные версии Windows 10 Домашняя, Windows 10 Mobile и Windows 10 Professional в качестве простого и бесплатного обновления для устройств с Windows 7, Windows 8.1 и Windows Phone 8.1, если обновление выполняется в течение года с даты выхода Windows 10 (устройства должны отвечать определённым требованиям) <…> Кроме того, будут доступны редакции Windows 10 Корпоративная и Windows 10 Mobile Корпоративная для специализированных устройств (банкоматов, кассовых аппаратов, ручных терминалов и промышленной робототехники и специальный выпуск Windows 10 IoT Базовая для компактных экономичных устройств (сетевых шлюзов и т. п.).
| Редакция                                                                               | Редакция                                                                               | Home            | Home           | Home           | Pro            | Pro              | Pro            | S                            | Education      | Enterprise    | Enterprise                   |
| Редакция                                                                               | Редакция                                                                               | Single Language | С Bing         |                |                | For Workstations | Education      | S                            | Education      |               | LTSC                         |
| -------------------------------------------------------------------------------------- | -------------------------------------------------------------------------------------- | --------------- | -------------- | -------------- | -------------- | ---------------- | -------------- | ---------------------------- | -------------- | ------------- | ---------------------------- |
| Способы приобретения                                                                   | OEM-лицензия                                                                           | Да              | Да             | Да             | Да             | Неизвестно       | Нет            | Да                           | Нет            | Нет           | Нет                          |
| Способы приобретения                                                                   | Продажа в розницу интернет-магазин                                                     | Нет             | Нет            | Да             | Да             | Да               | Нет            | Нет                          | Нет            | Нет           | Нет                          |
| Способы приобретения                                                                   | Корпоративное лицензирование                                                           | Нет             | Нет            | Нет            | Да             | Да               | Нет            | Да                           | Нет            | Да            | Да                           |
| Способы приобретения                                                                   | Академическая лицензия                                                                 | Нет             | Нет            | Нет            | Нет            | Нет              | Да             | Нет                          | Да             | Нет           | Нет                          |
| Старт продаж                                                                           | Старт продаж                                                                           | 29.07.2015      | 29.07.2015     | 29.07.2015     | 29.07.2015     | 17.10.2017       | 2.08.2016      | 11.04.2017                   | 29.07.2015     | 29.07.2015    | 29.07.2015                   |
| Минимальная версия ОС                                                                  | Минимальная версия ОС                                                                  | 1507            | 1507           | 1507           | 1507           | 1709             | 1607           | 1703                         | 1507           | 1507          | 1507                         |
| Окончание основной поддержки                                                           | Окончание основной поддержки                                                           | 14.10.2025      | 14.10.2025     | 14.10.2025     | 14.10.2025     | Неизвестно       | 14.10.2025     | Неизвестно                   | 14.10.2025     | 14.10.2025    | См. «обновления и поддержка» |
| Окончание платной поддержки                                                            | Окончание платной поддержки                                                            | 14.10.2028      | 14.10.2028     | 14.10.2028     | 14.10.2028     | Неизвестно       | 14.10.2028     | Неизвестно                   | 14.10.2028     | 14.10.2028    | См. «обновления и поддержка» |
| Максимальное количество CPU                                                            | Максимальное количество CPU                                                            | 2               | 2              | 2              | 2              | 4                | 2              | 2                            | 2              | 2             | 2                            |
| Максимальный объём ОЗУ (x86)                                                           | Максимальный объём ОЗУ (x86)                                                           | 4 ГБ            | 4 ГБ           | 4 ГБ           | 4 ГБ           | н/д              | 4 ГБ           | 4 ГБ                         | 4 ГБ           | 4 ГБ          | 4 ГБ                         |
| Максимальный объём ОЗУ (x64)                                                           | Максимальный объём ОЗУ (x64)                                                           | 128 ГБ          | 128 ГБ         | 128 ГБ         | 2 ТБ           | 6 ТБ             | 2 ТБ           | 2 ТБ                         | 2 ТБ           | 2 ТБ          | 2 ТБ                         |
| Windows Spotlight                                                                      | Windows Spotlight                                                                      | Да              | Да             | Да             | Да             | Да               | Нет            | Да                           | Нет            | Да            | Нет                          |
| Continuum для телефона 1                                                               | Continuum для телефона 1                                                               | Да              | Да             | Да             | Да             | Да               | Да             | Да                           | Да             | Да            | Да                           |
| Кортана 2                                                                              | Кортана 2                                                                              | Да              | Да             | Да             | Да             | Да               | с версии 1703  | Да                           | с версии 1703  | Да            | Нет                          |
| Windows Ink3                                                                           | Windows Ink3                                                                           | Да              | Да             | Да             | Да             | Да               | Да             | Да                           | Да             | Да            | Да                           |
| Меню «Пуск» и живые плитки                                                             | Меню «Пуск» и живые плитки                                                             | Да              | Да             | Да             | Да             | Да               | Да             | Да                           | Да             | Да            | нет живых плиток             |
| Режим планшета                                                                         | Режим планшета                                                                         | Да              | Да             | Да             | Да             | Да               | Да             | Да                           | Да             | Да            | Да                           |
| Голос, перо, сенсорное управление и жесты 4                                            | Голос, перо, сенсорное управление и жесты 4                                            | Да              | Да             | Да             | Да             | Да               | Да             | Да                           | Да             | Да            | Да                           |
| Microsoft Edge                                                                         | Microsoft Edge                                                                         | Да              | Да             | Да             | Да             | Да               | Да             | Да                           | Да             | Да            | Нет                          |
| Групповая политика                                                                     | Групповая политика                                                                     | Нет             | Нет            | Нет            | Да             | Да               | Да             | Да                           | Да             | Да            | Да                           |
| Управление мобильными устройствами 5                                                   | Управление мобильными устройствами 5                                                   | ограничено      | ограничено     | ограничено     | Да             | Да               | Да             | Да                           | Да             | Да            | Нет                          |
| Управление кортаной                                                                    | Управление кортаной                                                                    | Нет             | Нет            | Нет            | Да             | Да               | Да             | Неизвестно                   | Да             | Да            | н/д                          |
| Поддержка NVRAM (энергонезависимое ОЗУ)                                                | Поддержка NVRAM (энергонезависимое ОЗУ)                                                | Нет             | Нет            | Нет            | Нет            | Да               | Нет            | Нет                          | Нет            | Нет           | Нет                          |
| Расширенная аппаратная поддержка                                                       | Расширенная аппаратная поддержка                                                       | Нет             | Нет            | Нет            | Нет            | Да               | Нет            | Нет                          | Нет            | Нет           | Нет                          |
| SMB Direct                                                                             | SMB Direct                                                                             | Нет             | Нет            | Нет            | Нет            | Да               | Нет            | Нет                          | Нет            | Нет           | Нет                          |
| DirectAccess                                                                           | DirectAccess                                                                           | Нет             | Нет            | Нет            | Нет            | Нет              | Нет            | Нет                          | Да             | Да            | Да                           |
| AppLocker                                                                              | AppLocker                                                                              | Нет             | Нет            | Нет            | Нет            | Нет              | Нет            | Нет                          | Да             | Да            | Да                           |
| Режим киоска                                                                           | Режим киоска                                                                           | Нет             | Нет            | Нет            | Да             | Да               | Да             | Нет                          | Да             | Да            | Да                           |
| Роуминг корпоративных данных с помощью Azure Active Directory6                         | Роуминг корпоративных данных с помощью Azure Active Directory6                         | Нет             | Нет            | Нет            | Да             | Да               | Да             | Неизвестно                   | Да             | Да            | Да                           |
| Магазин Microsoft для бизнеса 7                                                        | Магазин Microsoft для бизнеса 7                                                        | Нет             | Нет            | Нет            | Да             | Да               | Да             | Нет                          | Да             | Да            | Нет                          |
| Ограниченный доступ                                                                    | Ограниченный доступ                                                                    | Нет             | Нет            | Нет            | Да             | Да               | Да             | Нет                          | Да             | Да            | Да                           |
| Управляемое взаимодействие с пользователем                                             | Управляемое взаимодействие с пользователем                                             | Нет             | Нет            | Нет            | Нет            | Нет              | Нет            | Нет                          | Да             | Да            | Да                           |
| Динамическое предоставление                                                            | Динамическое предоставление                                                            | Нет             | Нет            | Нет            | Да             | Да               | Да             | Неизвестно                   | Да             | Да            | Да                           |
| Microsoft Application Virtualization (App-V)8                                          | Microsoft Application Virtualization (App-V)8                                          | Нет             | Нет            | Нет            | Нет            | Нет              | Нет            | Нет                          | Да             | Да            | Да                           |
| Microsoft User Environment Virtualization (UE-V)                                       | Microsoft User Environment Virtualization (UE-V)                                       | Нет             | Нет            | Нет            | Нет            | Нет              | Нет            | Нет                          | Да             | Да            | Да                           |
| Центр обновления Windows                                                               | Центр обновления Windows                                                               | Да              | Да             | Да             | Да             | Да               | Да             | Да                           | Да             | Да            | Да                           |
| Центр обновления Windows для бизнеса                                                   | Центр обновления Windows для бизнеса                                                   | Нет             | Нет            | Нет            | Да             | Да               | Да             | Да                           | Да             | Да            | Да                           |
| Конфигурация общего ПК                                                                 | Конфигурация общего ПК                                                                 | Нет             | Нет            | Нет            | Да             | Да               | Да             | Да                           | Да             | Да            | Да                           |
| ТесТ                                                                                   | ТесТ                                                                                   | Нет             | Нет            | Нет            | Да             | Да               | Да             | Неизвестно                   | Да             | Да            | Да                           |
| Windows Hello9                                                                         | Windows Hello9                                                                         | Да              | Да             | Да             | Да             | Да               | Да             | Да                           | Да             | Да            | Нет                          |
| Устройства-компаньоны для Windows Hello10                                              | Устройства-компаньоны для Windows Hello10                                              | Да              | Да             | Да             | Да             | Да               | Да             | Да                           | Да             | Да            | Нет                          |
| Windows Information Protection11                                                       | Windows Information Protection11                                                       | Нет             | Нет            | Нет            | Да             | Да               | Да             | Неизвестно                   | Да             | Да            | Да                           |
| Шифрование устройств12                                                                 | Шифрование устройств12                                                                 | Да              | Да             | Да             | Да             | Да               | Да             | Да                           | Да             | Да            | Да                           |
| BitLocker13                                                                            | BitLocker13                                                                            | Нет             | Нет            | Нет            | Да             | Да               | Да             | Да                           | Да             | Да            | Да                           |
| Credential Guard14                                                                     | Credential Guard14                                                                     | Нет             | Нет            | Нет            | Нет            | Нет              | Нет            | Неизвестно                   | Да             | Да            | Да                           |
| Device Guard                                                                           | Device Guard                                                                           | Нет             | Нет            | Нет            | Нет            | Нет              | Нет            | Неизвестно                   | Да             | Да            | Да                           |
| Надежная загрузка                                                                      | Надежная загрузка                                                                      | Да              | Да             | Да             | Да             | Да               | Да             | Да                           | Да             | Да            | Да                           |
| Служба подтверждения работоспособности устройства Windows15                            | Служба подтверждения работоспособности устройства Windows15                            | Да              | Да             | Да             | Да             | Да               | Да             | Да                           | Да             | Да            | Да                           |
| Присоединение к домену                                                                 | Присоединение к домену                                                                 | Нет             | Нет            | Нет            | Да             | Да               | Да             | Нет                          | Да             | Да            | Да                           |
| Присоединение к домену Azure Active Directory с единым входом в облачные приложения 16 | Присоединение к домену Azure Active Directory с единым входом в облачные приложения 16 | Нет             | Нет            | Нет            | Да             | Да               | Да             | Да                           | Да             | Да            | Да                           |
| Internet Explorer в режиме предприятия (EMIE)                                          | Internet Explorer в режиме предприятия (EMIE)                                          | Нет             | Нет            | Нет            | Да             | Да               | Да             | Неизвестно                   | Да             | Да            | Да                           |
| Удаленный рабочий стол                                                                 | Удаленный рабочий стол                                                                 | Нет             | Нет            | Нет            | Да             | Да               | Да             | Неизвестно                   | Да             | Да            | Да                           |
| Клиент Hyper-V                                                                         | Клиент Hyper-V                                                                         | Нет             | Нет            | Нет            | Да             | Да               | Да             | Неизвестно                   | Да             | Да            | Да                           |
| Windows to Go                                                                          | Windows to Go                                                                          | Нет             | Нет            | Нет            | Нет            | Нет              | Нет            | Нет                          | Да             | Да            | Да                           |
| BranchCache                                                                            | BranchCache                                                                            | Нет             | Нет            | Нет            | Нет            | Нет              | Нет            | Нет                          | Да             | Да            | Да                           |
| Создание, форматирование разделов ReFS                                                 | Создание, форматирование разделов ReFS                                                 | до версии 1709  | до версии 1709 | до версии 1709 | до версии 1709 | Да               | до версии 1709 | до версии 1709               | до версии 1709 | Да            | Нет                          |
| Приложения не из магазина Microsoft                                                    | Приложения не из магазина Microsoft                                                    | Да              | Да             | Да             | Да             | Да               | Да             | Нет                          | Да             | Да            | Да                           |
| Блокировка установки Win32 приложений пользователем (с версии 1703)                    | Блокировка установки Win32 приложений пользователем (с версии 1703)                    | Да              | Да             | Да             | Да             | Да               | Да             | н/д                          | Да             | Да            | Да                           |
| Приложения Магазина Microsoft (включая приложения Win32 Centennial)                    | Приложения Магазина Microsoft (включая приложения Win32 Centennial)                    | Да              | Да             | Да             | Да             | Да               | Да             | Да                           | Да             | Да            | Нет                          |
| Отключение Магазина Microsoft                                                          | Отключение Магазина Microsoft                                                          | Нет             | Нет            | Нет            | Да             | Да               | Да             | Да                           | Да             | Да            | н/д                          |
| Отключение всех UWP-приложений                                                         | Отключение всех UWP-приложений                                                         | Нет             | Нет            | Нет            | до версии 1607 | Нет              | Нет            | Нет                          | Да             | Да            | н/д                          |
| Смена браузера по умолчанию                                                            | Смена браузера по умолчанию                                                            | Да              | Да             | Да             | Да             | Да               | Да             | только из Магазина Microsoft | Да             | Да            | Да                           |
| Перенос параметров в рамках предприятия с помощью Azure AD                             | Перенос параметров в рамках предприятия с помощью Azure AD                             | Нет             | Нет            | Нет            | Да             | Да               | Да             | Да                           | Да             | Да            | Да                           |
| Смена поисковой системы для Microsoft Edge или Internet Explorer                       | Смена поисковой системы для Microsoft Edge или Internet Explorer                       | Да              | Нет            | Да             | Да             | Да               | Да             | Нет                          | Да             | Да            | Да                           |
| Переход на Windows 10 Pro (в магазине Microsoft)                                       | Переход на Windows 10 Pro (в магазине Microsoft)                                       | Да              | Да             | Да             | н/д            | н/д              | н/д            | Да                           | н/д            | н/д           | н/д                          |
| Смена редакции без переустановки системы                                               | Смена редакции без переустановки системы                                               | Нет             | Нет            | Нет            | с версии 1607  | Да               | с версии 1709  | Нет                          | с версии 1709  | с версии 1709 | Нет                          |
| Смена языка интерфейса системы                                                         | Смена языка интерфейса системы                                                         | Нет             | Да             | Да             | Да             | Да               | Да             | Да                           | Да             | Да            | Да                           |
| Долгосрочная поддержка одной версии                                                    | Долгосрочная поддержка одной версии                                                    | Нет             | Нет            | Нет            | Нет            | Нет              | Нет            | Нет                          | Нет            | Нет           | Да                           |
| Управление телеметрией                                                                 | Управление телеметрией                                                                 | Нет             | Нет            | Нет            | Нет            | Нет              | Нет            | Нет                          | Да             | Да            | Да                           |

Примечания:
- 1 Ограничивается телефонами, поддерживающими Continuum. Внешний монитор должен поддерживать вход HDMI. Возможности приложений могут отличаться. Могут потребоваться совместимые с Continuum аксессуары, продающиеся отдельно.
- 2 Личный помощник Кортана доступен только в некоторых странах. Особенности его работы зависят от региона и устройства. В версии для образовательных учреждений Кортана отключена.
- 3 Требуется планшет или ПК с поддержкой сенсорного управления.
- 4 В зависимости от оборудования; перо может продаваться отдельно.
- 5 Не все возможности MDM доступны в SKU «Домашняя». Для MDM необходим продукт MDM, например Microsoft Intune или решения сторонних производителей (продается отдельно).
- 6 Необходима отдельная подписка на Azure Active Directory Premium.
- 7 Доступно только в некоторых странах. Доступность функций и приложений может различаться в зависимости от страны и устройства.
- 8 Необходимы либо сервер App-V (доступный бесплатно в составе комплекта средств для развертывания и оценки Windows), либо System Center Configuration Manager (продается отдельно).
- 9 Для использования Windows Hello с биометрическими данными требуется специализированное оборудование, включая считыватель отпечатков пальцев, ИК-датчик с подсветкой и другие биометрические датчики. Для аппаратной защиты учётных данных и ключей Windows Hello необходим TPM 1.2 или более поздней версии. Если TPM отсутствует или не настроен, будет применяться программная защита учётных данных и ключей.
- 10 Устройства-компаньоны должны подключаться к компьютерам с Windows 10 по Bluetooth. Для использования устройства-компаньона для Windows Hello, поддерживающего роуминг с учётными данными Windows Hello, требуется версия Pro или Корпоративная на компьютере с Windows 10, на который выполняется вход.
- 11 Windows Information Protection (ранее — средства защиты корпоративных данных (EDP)) предполагает использование управления мобильными устройствами (MDM) или System Center Configuration Manager для настройки параметров. Active Directory упрощает задачи управления, но не является обязательным компонентом.
- 12 Требуется InstantGo или устройство, которое проходит тест HCK на шифрование устройств.
- 13 Требуется TPM 1.2 или более поздней версии для защиты ключей на основе TPM.
- 14 Требуется UEFI 2.3.1 или более поздней версии с возможностью надежной загрузки. Необходимо включить расширения виртуализации, например Intel VT-x, AMD-V или SLAT. Требуется версия Windows x64; IOMMU, например Intel VT-d, AMD-Vi; блокировка BIOS. Рекомендуется использовать TPM 2.0 для проверки состояния устройств. При отсутствии TPM 2.0 проверка выполняется при помощи программных средств.
- 15 Для сценариев условного доступа может использоваться служба подтверждения работоспособности устройства Windows, которую можно включить с помощью решений управления мобильными устройствами, например Microsoft Intune, и других типов систем управления, например SCCM.
- 16 Необходима отдельная подписка на Azure Active Directory.

### Windows 10 IoT
Windows 10 IoT заменила Windows Embedded. Имеет следующие редакции:
- Windows 10 IoT Core — предназначена для цифровых вывесок, умных домов, шлюза интернет-вещей, HMI, устройств умных домов.
- Windows 10 IoT Mobile — предназначена для мобильных POS-терминалов, промышленных карманных терминалов.
- Windows 10 IoT Enterprise — предназначена для промышленных планшетов, POS-терминалов, киосков, цифровых вывесок, ATM, медицинского оборудования, производственных устройств, специализированных клиентов.
- Windows 10 IoT Mobile Enterprise — версия на основе «Windows 10 Мобильная корпоративная».[188]

| Редакция                           | IoT Enterprise | IoT Enterprise | IoT Mobile | IoT Core |
| ---------------------------------- | --- | --- | --- | --- |
| Описание                           | Полноценная версия Windows 10 с расширенными возможностями блокировки питания в сфере промышленных устройств розничной торговли, здравоохранения, государственных структур или любых других отраслей.      | Полноценная версия Windows 10 с расширенными возможностями блокировки питания в сфере промышленных устройств розничной торговли, здравоохранения, государственных структур или любых других отраслей.      | Платформа для промышленных карманных устройств на базе Windows 10                                                                             | Оптимизированная версия Windows, которая позволяет собирать устройства меньшего размера и по более низкой стоимости, но всё ещё предоставляет те же возможности, которые клиенты ожидают в Windows. |
| Аппаратные требования              | x86 | x64 | Минимальные требования | Дисплей (если требуется) |
| Архитектура процессора             | x86 | x64 | ARM | ARM или x86, или x64 |
| Минимальный объём ОЗУ              | | | 1 ГБ | 512 МБ |
| Минимальное место на жестком диске | 16 ГБ | 20 ГБ | 8 ГБ | 2 ГБ |
| Жизненный цикл продукта            | 10 лет доступности 10 лет поддержки | 10 лет доступности 10 лет поддержки | 10 лет доступности 10 лет поддержки | |
| Ключевые компоненты                | Классические приложения и UWP Расширенная безопасность и защита от угроз. Такие же развертывание, управляемость и обслуживание, как в десктопной Windows 10. Расширенные возможности блокировки устройств. | Классические приложения и UWP Расширенная безопасность и защита от угроз. Такие же развертывание, управляемость и обслуживание, как в десктопной Windows 10. Расширенные возможности блокировки устройств. | Все приложения Windows 10 совместимы с Windows 10 Mobile и предлагают расширенные возможности блокировки и поддержку нескольких пользователей | Без оболочки; Пользовательский интерфейс настраивается для клиентского бренда. Одиночное приложение; Загрузка приложения напрямую.                                                                  |

### Отменённые редакции
- Windows 10 Lean — в 2018 году Microsoft работала над облегчённой версии Windows 10 — Lean, она должна была предназначаться для устройств с объемом хранилища 16 ГБ, поскольку поддержка системы на таких устройствах была проблематичной[190]. Существовала ранняя версия сборки данной редакции[190], однако, по неизвестным причинам, её выход не состоялся.
- Windows 10X —операционная система, изначально представленная для двух экранов, однако в сети появились сборки с одним экраном.[191] Изначальная дата релиза была в 2020 году, но позже её перенесли на 2021 год. В мае 2021 года Microsoft объявила об отказе выпускать Windows 10X.[192]

### Windows 10 Mobile
- Windows 10 Мобильная — версия для смартфонов и небольших планшетов, ускоренный общий доступ к файлам.
- Windows 10 Мобильная корпоративная — вариант корпоративной версии, адаптированный под мобильные устройства и сенсорные экраны с усиленной безопасностью.

Обновиться до Windows 10 Mobile могут пользователи следующих смартфонов на базе Windows Phone 8.1 GDR1 QFE8 или более поздней версии:
- Nokia Lumia, Microsoft Lumia: 1520, 930, 640, 640XL, 730, 735, 830, 532, 535, 540, 635 1 ГБ, 636 1 ГБ, 638 1 ГБ, 430, 435
- BLU Win HD: w510u, LTE x150q
- MCJ Madosma Q501

Для обновления необходимо свободное место на устройстве 1,4 ГБ, подключение к интернету.
Обновление до Creators Update поддерживается только на следующих устройствах: HP Elite x3, Microsoft Lumia 550, Microsoft Lumia 640/640XL, Microsoft Lumia 650, Microsoft Lumia 950/950 XL, Alcatel IDOL 4S, Alcatel OneTouch Fierce XL, Softbank 503LV, VAIO Phone Biz, MouseComputer MADOSMA Q601, Trinity NuAns Neo.
Изменения после обновления с Windows Phone 8.1:
- После установки Creators Update исчезнет приложение «FM-радио».
- После установки Creators Update исчезнет функция «Детская».
- После установки Creators Update исчезнет Уголок приложений.
- В Windows 10 Mobile на плитках контактов не отображаются уведомления о пропущенных звонках, SMS и сообщениях электронной почты.
- Функции Me Tile (плитка «Я») и Me Card (карточка «Я») больше не поддерживаются.
- На плитках групп больше не отображаются обновления статуса в социальных сетях.
- Для некоторых местоположений больше не доступны схемы зданий.
- В Windows 10 Mobile приложение «Почта Outlook» не открывает вложения EML.
- Приложение «Календарь Outlook» не поддерживает функцию «Задачи».
- Функция MDM для защиты документов Office от сохранения и распространения не поддерживается.

## Системные требования
|                            | Минимальные | Минимальные | Рекомендуемые | Рекомендуемые |
| -------------------------- | --- | --- | --- | --- |
| Архитектура                | x86 | x64 | x86 | x64 |
| Процессор                  | 1 ГГц и более тактовой частоты с поддержкой PAE, NX и SSE2 (x86-64 процессоры должны также поддерживать CMPXCHG16B, PrefetchW и LAHF/SAHF инструкции) или система на кристалле | 1 ГГц и более тактовой частоты с поддержкой PAE, NX и SSE2 (x86-64 процессоры должны также поддерживать CMPXCHG16B, PrefetchW и LAHF/SAHF инструкции) или система на кристалле | 1 ГГц и более тактовой частоты с поддержкой PAE, NX и SSE2 (x86-64 процессоры должны также поддерживать CMPXCHG16B, PrefetchW и LAHF/SAHF инструкции) или система на кристалле | 1 ГГц и более тактовой частоты с поддержкой PAE, NX и SSE2 (x86-64 процессоры должны также поддерживать CMPXCHG16B, PrefetchW и LAHF/SAHF инструкции) или система на кристалле |
| Оперативная память         | 1 ГБ | 2 ГБ | 4 ГБ | 4 ГБ |
| Видеокарта                 | Видеоадаптер с поддержкой DirectX 9 и WDDM версии 1.0 | Видеоадаптер с поддержкой DirectX 9 и WDDM версии 1.0 | Видеоадаптер с поддержкой DirectX 9 и WDDM версии 1.3 и выше | Видеоадаптер с поддержкой DirectX 9 и WDDM версии 1.3 и выше |
| Свободное на жёстком диске | 16 ГБ | 20 ГБ | 16 ГБ | 20 ГБ |
| Разрешение дисплея         | 800 x 600 | 800 x 600 | 800 x 600 | 800 x 600 |
| Устройство ввода           | Клавиатура и мышь | Клавиатура и мышь | Мультисенсорный дисплей | Мультисенсорный дисплей |

| Функция                          | Требования                                                                      |
| -------------------------------- | ------------------------------------------------------------------------------- |
| Клиент Hyper-V                   | Второй уровень Address Translation (SLAT) и 64-разрядная версия системы         |
| Безопасная загрузка              | UEFI 2.3.1 с исправлениями для Windows центр сертификации в свою базу данных    |
| BitLocker, шифрование устройства | Trusted Platform Module (TPM) 2.0                                               |
| Windows Hello                    | Световая инфракрасная камера                                                    |
| Распознавание речи               | Микрофон                                                                        |
| Биометрическая аутентификация    | Считыватель отпечатков пальцев                                                  |
| Шифрование устройства            | InstantGo                                                                       |
| Miracast                         | Wi-Fi адаптер, который поддерживает Wi-Fi Direct                                |
| Кнопка внимания безопасности     | Аппаратный эквивалент Ctrl+Alt+Delete или последовательность клавиш ⊞ Win+Power |

## Обновления и поддержка

### Поддержка
Обновления для каждой версии Windows 10 накопительные — каждое обновление основано на предыдущем и отправляется одним общим пакетом, благодаря чему пользователь всегда имеет актуальную версию и единый набор обновлений, отсутствует их фрагментация (разный набор обновлений на разных устройствах), как это было в предыдущих Windows., но пользователь не может выбирать, какие обновления устанавливать — система устанавливает все обновления, которые будут найдены центром обновления Windows.
Версии ОС на «полугодовом канале» (SAC) выходят 2 раза в год, каждая из которых поддерживается 18 месяцев и нумеруется по году и месяцу окончания разработки RTM-версии. Например, разработка RTM-версии Windows 10 1607 была завершена в июле 2016 года. Версия 22H2 (2022 Update) стала последней, после неё Windows 10 больше не будет получать никаких новых функций.
Windows 10 Enterpise LTSC (ранее — LTSB), которая выходит на «канале долгосрочного обслуживания» (LTSC) раз в 2-3 года, имеет 5 лет основной и 5 лет расширенной поддержки. Нумерация версии обозначает год выпуска. Например, Windows 10 Enterpise LTSB 2016 была выпущена в 2016 году. Последняя версия по состоянию на апрель 2022 года — LTSC 2021.
По программе предварительной оценки возможно получить новые версии Windows 10 раньше остальных пользователей, а также — нестабильные ранние сборки во время разработки нового обновления.
| Условные обозначения: | Условные обозначения: | Условные обозначения: | Не поддерживается | Не поддерживается | Не поддерживается | Частичная поддержка | Частичная поддержка  | Устаревшая версия, поддерживается   | Текущая версия      | Будущая версия      |
|                       |                       |                       |                   |                   |                   |                     |                      |                                     |                     |                     |
| Версия                | Версия                | Кодовое имя           | Кодовое имя       | RTM-сборка        | Дата выпуска      | Дата выпуска        | Название             | Название                            | Окончание поддержки | Окончание поддержки |
| Версия                | Версия                | Кодовое имя           | Кодовое имя       | RTM-сборка        | Дата выпуска      | Дата выпуска        | Английское           | Русское                             |                     |                     |
| Версия                | Версия                | Кодовое имя           | Кодовое имя       | RTM-сборка        | Дата выпуска      | Дата выпуска        | Английское           | Русское                             | Полугодовые каналы  | LTSC                |
| SAC                   | LTSC                  | Кодовое имя           | Кодовое имя       | RTM-сборка        | Для всех          | Инсайдерам          | Английское           | Русское                             | Полугодовые каналы  | LTSC                |
| 1507 (10.0)           | LTSB 2015             | Threshold             | 1                 | 10240.19387       | 29.07.2015        | 15.07.2015          | н/д                  | н/д                                 | 9.05.2017           | 14.10.2025          |
| 1511                  | н/д                   | Threshold             | 2                 | 10586.1540        | 10.11.2015        | 5.11.2015           | November Update      | «Ноябрьское обновление»             | 10.10.2017          | н/д                 |
| 1607                  | LTSB 2016             | Redstone              | 1                 | 14393.5291        | 2.08.2016         | 18.07.2016          | Anniversary Update   | «Юбилейное обновление»              | 10.04.2018          | 13.10.2026          |
| 1703                  | н/д                   | Redstone              | 2                 | 15063.2108        | 11.04.2017        | 20.03.2017          | Creators Update      | «Обновление для дизайнеров»         | 9.10.2018           | н/д                 |
| 1709                  | н/д                   | Redstone              | 3                 | 16299.2166        | 17.10.2017        | 2.10.2017           | Fall Creators Update | «Осеннее обновление для дизайнеров» | 9.04.2019           | н/д                 |
| 1803                  | н/д                   | Redstone              | 4                 | 17134.2208        | 8.05.2018         | Неизвестно          | April 2018 Update    | «Апрельское обновление 2018»        | 12.10.2019          | н/д                 |
| 1809                  | LTSC 2019             | Redstone              | 5                 | 17763.4851        | 13.11.2018        | Неизвестно          | October 2018 Update  | «Октябрьское обновление 2018»       | 10.11.2020          | 9.01.2029           |
| 1903                  | н/д                   | 19H1                  | 19H1              | 18362.1256        | 21.05.2019        | Неизвестно          | May 2019 Update      | «Майское обновление 2019»           | 8.12.2020           | н/д                 |
| 1909                  | н/д                   | 19H2                  | 19H2              | 18363.2274        | 12.11.2019        | Неизвестно          | November 2019 Update | «Ноябрьское обновление 2019»        | 11.05.2021          | н/д                 |
| 2004                  | н/д                   | 20H1                  | 20H1              | 19041.1415        | 27.05.2020        | Неизвестно          | May 2020 Update      | «Майское обновление 2020»           | 14.12.2021          | н/д                 |
| 20H2                  | н/д                   | 20H2                  | 20H2              | 19042.1949        | 20.10.2020        | Неизвестно          | October 2020 Update  | «Октябрьское обновление 2020»       | 10.05.2022          | н/д                 |
| 21H1                  | н/д                   | 21H1                  | 21H1              | 19043.1949        | 18.05.2021        | Неизвестно          | May 2021 Update      | «Майское обновление 2021»           | 13.12.2022          | н/д                 |
| 21H2                  | LTSC 2021             | 21H2                  | 21H2              | 19044.1949        | 16.11.2021        | н/д                 | November 2021 Update | «Ноябрьское обновление 2021»        | 13.06.2023          | 13.01.2032          |
| 22H2                  | н/д                   | 22H2                  | 22H2              | 19045.1865        | 18.10.2022        | 28.07.2022          | 2022 Update          | «Обновление 2022»                   | 13.10.2026          | н/д                 |

### «Windows» как услуга
Microsoft объявила Windows 10 «последней Windows», перейдя на модель обновлений «Windows как услуга» (англ. Windows as a service). Вместо выпуска новой Windows компания два раза в год — в марте и сентябре — выпускает новые RTM-сборки Windows 10, известные как «обновления компонентов», которые добавляют новые функции в ОС, исправляют ошибки, не давая ей устаревать, в связи с чем так же больше не выходят пакеты обновлений (SP), как это было с Windows 2000, Windows XP, Windows Vista, Windows 7.
Начиная с 2017 года каждая новая версия Windows 10 поддерживается 18 месяцев (кроме Windows 10 Enterpise LTSC).

Чтобы продолжать получать обновления для Windows 10 после окончания срока поддержки текущей версии, пользователю необходимо обновляться до более новой версии, которая может быть не совместима с устройством и, следовательно, оно не получит обновление:
Не все функции в обновлении будут работать на всех устройствах. На устройстве может отсутствовать возможность получать обновления, если его оборудование несовместимо, на нём нет актуальных драйверов или истёк срок его поддержки, предоставляемой изготовителем оборудования (OEM). — примечание на сайте Microsoft.

#### До 2017 года
Скорость, с которой обновления функций принимаются устройствами, зависит от используемой ветви обновления. Ветвью обновления по умолчанию для всех пользователей Windows 10 «Домашняя» и «Профессиональная» является «текущая ветвь» (англ. CB — Current Branch), которая получает стабильные сборки после того как они будут публично выпущены Microsoft. 60-дневный период предоставляется каждой «CB» сборке до того, как Microsoft прекратит поддержку и выпуск обновлений для предыдущей версии.
В редакциях «Профессиональная» и «Корпоративная» можно использовать необязательный канал «текущая ветвь для бизнеса» (англ. CBB — Current Branch for Business), который получает стабильные сборки приблизительно через четыре месяца после их выпуска в «текущей ветви» для дополнительного тестирования. «CBB» может откладывать обновлении сборки на 8 месяцев, после чего новая сборка должна быть установлена для обеспечения поддержки и доступа к обновлениям безопасности. Администраторы могут также использовать «Центр обновления Windows для бизнеса» для организации структурированных развёртываний обновлений и сборки обновлений в своих сетях.
Корпоративные лицензиаты могут использовать Windows 10 «Корпоративная с долгосрочным обслуживанием» (англ. Enterprise LTSB), которая предназначена для долгосрочного развертывания в специализированных средах, получает только обновления безопасности и исправления ошибок в течение 10 лет. Из-за предполагаемых прецедентов использования Microsoft для сборки LTSB некоторые функции, включая большинство функций Cortana, Microsoft Edge, Магазин и UWP-приложения исключаются из LTSB.
Данная модель обновлений актуальна до версии 1607 включительно.
| Ветви обновлений Windows 10                                      | Ветви обновлений Windows 10                    | Ветви обновлений Windows 10 | Ветви обновлений Windows 10 | Ветви обновлений Windows 10                                       |
| ---------------------------------------------------------------- | ---------------------------------------------- | --- | --- | ----------------------------------------------------------------- |
| Ветвь                                                            | Windows Insider (WIPB)                         | «Текущая ветвь» (CB) | «Текущая ветвь для бизнеса» (CBB) | LTSB                                                              |
| Описание                                                         | Бета-версии                                    | Стабильные обновления | Стабильные обновления | Долгосрочная поддержка                                            |
| Редакция                                                         | Домашняя                                       | Домашняя | н/д | Корпоративная с долгосрочным обслуживанием                        |
| Редакция                                                         | Pro                                            | | | Корпоративная с долгосрочным обслуживанием                        |
| Редакция                                                         | Для образовательных учреждений                 | | | Корпоративная с долгосрочным обслуживанием                        |
| Редакция                                                         | Корпоративная                                  | | | Корпоративная с долгосрочным обслуживанием                        |
| Обновления для одной сборки                                      | Доступны непрерывно и обязательны              | Автоматически и обязательно | Автоматически, можно отложить | Пользователь может откладывать обновления бессрочно               |
| Обновление до новой сборки                                       | Непрерывное обязательное обновление.           | Непрерывное обязательное обновление. | Автоматическое или ручное обновление до поддерживаемых сборок, можно отложить или запретить через групповую политику.                                                             | Поддержка ручного обновления для трех самых последних сборок LTSB |
| Частота обновлений сборок                                        | Регулируется программой предварительной оценки | Постепенно после оценки WIPB | через ~4 месяца после оценки в CB, или через ~8 месяцев, если обновление отложено.                                                                                                | Через 2-3 года                                                    |
| Поддержка сборки                                                 | Регулируется программой предварительной оценки | До тех пор, пока старое устройство не прекратит поддерживать будущие сборки, или через ~4 месяца после пропущенного накопительного обновления, внесенного в CBB | ~ 8 месяцев с момента отложения обновления сборки или до тех пор, пока в будущих сборках не потребуется поддержка аппаратного обеспечения, которой не обладает старое устройство. | 5 лет основной поддержки 5 лет расширенной поддержки              |
| Встроенные браузеры                                              | Internet Explorer 11                           | Internet Explorer 11 | Internet Explorer 11 | Internet Explorer 11                                              |
| Встроенные браузеры                                              | Microsoft Edge                                 | Microsoft Edge | Microsoft Edge | н/д                                                               |
| Отсутствующие компоненты                                         | Нет                                            | Нет | Нет | Microsoft Edge Магазин Microsoft Кортана                          |
| UWP-приложения                                                   | Да                                             | Да | Да | Только приложение «параметры»                                     |
| Наименование версий                                              | Windows 10 ГГММ                                | Windows 10 ГГММ | Windows 10 ГГММ | Windows 10 «Корпоративная с долгосрочным обслуживанием» ГГГГ      |
| Способ обновления сборки                                         | ISO-образ                                      | ISO-образ | ISO-образ | ISO-образ                                                         |
| Способ обновления сборки                                         | Центр обновления Windows                       | Центр обновления Windows (только потребительские редакции) | Центр обновления Windows (только потребительские редакции) | н/д                                                               |
| Способ обновления сборки                                         | н/д                                            | н/д | Центр обновления Windows для бизнеса | н/д                                                               |
| Метод получения ежемесячных обновлений для поддерживаемых сборок | н/д                                            | Центр обновления Windows | Центр обновления Windows | н/д                                                               |
| Метод получения ежемесячных обновлений для поддерживаемых сборок | н/д                                            | н/д | WSUS | WSUS                                                              |
| Метод получения ежемесячных обновлений для поддерживаемых сборок | н/д                                            | н/д | Центр обновления Windows для бизнеса | Центр обновления Windows для бизнеса                              |

#### С 2017 года
27 июля 2017 года Microsoft объявила о замене ветвей обновлений «CB» и «CBB» на «полугодовой канал для конкретных устройств» (англ. Semi-Annual Channel (Targeted)) и «полугодовой канал» (англ. Semi-Annual Channel).
«Ветвь долгосрочного обслуживания» (англ. The Long-Term Servicing Branch, LTSB) переименована в «канал долгосрочного обслуживания» (англ. The Long-Term Servicing Channel, LTSC). Срок поддержки не изменился. Анонс об изменения был в апреле 2017 года, актуально для версий 1703 (Creators Update) и выше.
| Каналы обновлений Windows 10                                     | Каналы обновлений Windows 10                   | Каналы обновлений Windows 10                               | Каналы обновлений Windows 10                                                                                                  | Каналы обновлений Windows 10                                 |
| ---------------------------------------------------------------- | ---------------------------------------------- | ---------------------------------------------------------- | --- | ------------------------------------------------------------ |
| Канал                                                            | «Windows Insider»                              | «Полугодовой канал (для определённых устройств)»           | «Полугодовой канал» | «LTSC»                                                       |
| Описание                                                         | Бета-версии                                    | Стабильные обновления                                      | Стабильные обновления | Долгосрочная поддержка                                       |
| Редакция                                                         | Домашняя                                       | Домашняя                                                   | н/д | Корпоративная с долгосрочным обслуживанием                   |
| Редакция                                                         | Pro                                            |                                                            | | Корпоративная с долгосрочным обслуживанием                   |
| Редакция                                                         | Для образовательных учреждений                 |                                                            | | Корпоративная с долгосрочным обслуживанием                   |
| Редакция                                                         | Корпоративная                                  |                                                            | | Корпоративная с долгосрочным обслуживанием                   |
| Редакция                                                         | S                                              | S                                                          | н/д | Корпоративная с долгосрочным обслуживанием                   |
| Обновления для одной сборки                                      | Доступны непрерывно и обязательны              | Автоматически, можно отложить на 35 дней (с версии 1703).  | Автоматически, можно отложить.                                                                                                | Пользователь может откладывать обновления бессрочно          |
| Обновление до новой сборки                                       | Непрерывное обязательное обновление.           | Автоматически, можно отложить на 35 дней (с версии 1703).  | Автоматическое или ручное обновление до поддерживаемых сборок, можно отложить или запретить через групповую политику.         | Поддержка ручного обновления для трех последних сборок LTSC  |
| Частота обновлений сборок                                        | Регулируется программой предварительной оценки | 2 раза в год — в марте и в сентябре                        | через ~4 месяца после выхода в «Semi-Annual Channel (targeted)», когда Microsoft вместе с партнерами протестирует обновление. | через 2-3 года                                               |
| Поддержка сборки                                                 | Регулируется программой предварительной оценки | 18 месяцев                                                 | 18 месяцев | 5 лет основной поддержки 5 лет расширенной поддержки         |
| Встроенные браузеры                                              | Internet Explorer 11                           | Internet Explorer 11                                       | Internet Explorer 11 | Internet Explorer 11                                         |
| Встроенные браузеры                                              | Microsoft Edge                                 | Microsoft Edge                                             | Microsoft Edge | н/д                                                          |
| Отсутствующие компоненты                                         | Нет                                            | Нет                                                        | Нет | Microsoft Edge Магазин Microsoft Кортана                     |
| UWP-приложения                                                   | Да                                             | Да                                                         | Да | Только приложение «параметры»                                |
| Наименование версий                                              | Windows 10 ГГММ                                | Windows 10 ГГММ                                            | Windows 10 ГГММ | Windows 10 «Корпоративная с долгосрочным обслуживанием» ГГГГ |
| Способ обновления сборки                                         | ISO-образ                                      | ISO-образ                                                  | ISO-образ | ISO-образ                                                    |
| Способ обновления сборки                                         | Центр обновления Windows                       | Центр обновления Windows (только потребительские редакции) | Центр обновления Windows (только потребительские редакции)                                                                    | н/д                                                          |
| Способ обновления сборки                                         | н/д                                            | н/д                                                        | Центр обновления Windows для бизнеса                                                                                          | н/д                                                          |
| Метод получения ежемесячных обновлений для поддерживаемых сборок | н/д                                            | Центр обновления Windows                                   | Центр обновления Windows | н/д                                                          |
| Метод получения ежемесячных обновлений для поддерживаемых сборок | н/д                                            | н/д                                                        | WSUS | WSUS                                                         |
| Метод получения ежемесячных обновлений для поддерживаемых сборок | н/д                                            | н/д                                                        | Центр обновления Windows для бизнеса                                                                                          | Центр обновления Windows для бизнеса                         |

### Программа предварительной оценки (Windows Insider Program)
Windows Insider Program — программа предварительной оценки Windows 10. Любой пользователь может оказать свою помощь в создании и совершенствовании новой операционной системы Windows 10 вместе с разработчиками и получать предварительные сборки ОС. Эта программа была анонсирована 30 сентября 2014 года. В тот же день была выпущена первая предварительная версия Windows 10 (сборка 9841) для корпоративных клиентов. На следующий день эта сборка стала доступной для загрузки на сайте программы предварительной оценки Windows.
Для участия в Windows Insider Program необходимо зарегистрироваться на сайте программы предварительной оценки и иметь лицензионную WIndows 10.
Версия Insider Preview доступна на следующих языках: английский (Соединённое Королевство), английский (США), арабский, вьетнамский, голландский, испанский, испанский (Латинская Америка), итальянский, каталанский, китайский (традиционное письмо), китайский (упрощённое письмо), корейский, немецкий, польский, португальский (Бразилия), русский, тайский, турецкий, финский, французский, французский (Канада), хинди, чешский, шведский, японский.
В Microsoft утверждают, что использованы пожелания и предпочтения пользователей в процессе создания новой версии операционной системы, благодаря применению предварительного тестирования с помощью программы предварительной оценки Windows.
В настоящее время программой предварительной оценки руководит Дона Саркар.
Windows Insider Preview может быть существенно изменена перед коммерческим выпуском. Для работы некоторых функций продукта может потребоваться дополнительное оборудование или программное обеспечение.

#### Круги обновлений (Updates rings)
Обновления для участников программы предварительной оценки доставляются инсайдерам различными каналами («кругами») обновлений. Инсайдеры «быстрого круга» (англ. fast ring) обновлений получают раньше инсайдеров «медленного круга» (англ. slow ring) обновлений, но могут изучить больше ошибок и других проблем. В феврале 2016 года Microsoft включила новые круги обновлений в программу предварительной оценки. Некоторые каналы обновлений доступны только в самой Microsoft.
| Каналы обновлений                                            | Каналы обновлений                                            | Доступность         | Первая сборка | Описание |
| ------------------------------------------------------------ | ------------------------------------------------------------ | ------------------- | ------------- | --- |
| Canary ring                                                  | Canary ring                                                  | Microsoft           | Неизвестно    | Получает ежедневные обновления и доступен только разработчикам Windows and Devices Group (WDG) |
| Windows and Devices Group ring                               | Windows and Devices Group ring                               | Microsoft           | Неизвестно    | После того, как сборка будет одобрена в Canary ring, её отправят в круг WDG |
| Microsoft ring                                               | Microsoft ring                                               | Microsoft           | Неизвестно    | Последний не публичный круг обновлений, сборка отправляется сотрудникам Microsoft сразу после одобрения в круге WDG |
| «Skip Ahead to the next Windows Release»                     | «Ранний доступ» (англ. Fast ring)                            | Некоторые инсайдеры | 16353         | Позволяет инсайдерам переходить к следующему крупному обновлению во время финального этапа разработки текущего обновления. Доступен только ограниченному числу инсайдеров, отличается от «следующей версии Windows» менее стабильными сборками. Канал доступен с 26 июля 2017 года.                                                           |
| «Следующая версия Windows» (англ. The next Windows version)  | «Ранний доступ» (англ. Fast ring)                            | Все инсайдеры       | 9860          | Инсайдеры получают сборки после того как они были одобрены в Microsoft ring. Эти сборки устанавливаются немедленно, позволяют пользователям получить новые функции как можно скорее за счёт возможных ошибок. Круг появился 21 октября 2014 года.                                                                                             |
| «Следующая версия Windows» (англ. The next Windows version)  | «Поздний доступ» (англ. Slow ring)                           | Все инсайдеры       | 9841          | Если нет проблем со сборками, отправленными в «ранний доступ», они будут позже или одновременно отправлены в «поздний доступ». Круг настроен по умолчанию для потребительских редакций Windows Insider Preview и был единственным перед появлением «раннего доступа».                                                                         |
| «Отправить только ранние обновления» (англ. Release Preview) | «Отправить только ранние обновления» (англ. Release Preview) | Все инсайдеры       | 10586         | Позволяет инсайдерам получить ранний доступ к патчам и исправлениям стабильных сборок. Этот круг не доставляет сборки с новыми функциями, доступные в «позднем доступе», делая его более безопасным и менее подверженным ошибкам, чем другие круги обновлений, но доставляет RTM-сборки будущих версий Windows 10 раньше официального релиза. |
| Release                                                      | Release                                                      | Все пользователи    | 10240         | Стабильные обновления для пользователей Windows 10, которые не участвуют в программе предварительной оценки. |

## Критика
Ещё до выхода версии 1507 участники программы предварительной оценки жаловались на сокращение времени работы устройств от аккумулятора. Причиной этому являлась серьёзная ошибка в операционной системе, которая проявлялась на устройствах, работающих на процессорах Intel. Сокращение времени работы ноутбука от аккумулятора при использовании Windows 10 достигало 10 %. Cortana также повышала энергопотребление компьютеров. Ассистент работает в фоновом режиме; по словам участников программы тестирования Windows 10, Cortana потребляла около 1 МБ оперативной памяти. Один из пользователей отметил, что на ноутбуке HP Spectre x260 при передаче голосовых команд использование процессора Intel Core i5 повышается до 6 %.

По этому поводу представители Intel заявили следующее:
 «Мы ожидаем, что время работы на Windows 10 будет примерно таким же, что и на Windows 8.1, после выхода обновления финальных драйверов для операционной системы».
Обширной критике подверглась версия 1511. Пользователи жаловались, что Windows 10 без спроса сама удаляла программы. Операционная система удаляет лишние программы, которые могут влиять на стабильность работы системы, причём пользователи даже не получают уведомлений о пропавших приложениях. Обновление самостоятельно деактивировало ряд программ, в числе которых инструменты для мониторинга «железа» CPU-Z и Speccy, а также AMD Catalyst Control Center, Cisco VPN и даже некоторые драйверы SATA. Все файлы приложения переносились в каталог Windows.old. Windows 10 1511 учитывала версии программ и удаляла устаревшие. Пользователи Reddit сильно критиковали Microsoft за удаление программ без их ведома и разрешения. «Несмотря на то, что инструменты можно вновь загрузить после удаления, это не исключает неуважительное отношение компании к выбору пользователя», — отмечали жалующиеся. Также Microsoft не удалила из системы сервис «Diagnostics Tracking Service», который отвечал за работу телеметрии. Он был переименован в «Connected User Experiences and Telemetry». Пользовательские настройки полностью обнулялись, снова запуская службу. При попытке сменить браузер по умолчанию — Microsoft Edge — появлялось диалоговое окно, которое просило «дать Microsoft Edge шанс». Среди особенностей Microsoft Edge, которые перечисляются в окне, указаны голосовой помощник Cortana, режим чтения и возможность делать пометки на веб-страницах. После нажатия «Не изменять и попробовать сейчас» открывается Microsoft Edge, он же остаётся браузером по умолчанию. Ранее Mozilla Corporation обвинила Microsoft в том, что пользователю в Windows 10 стало значительно сложнее сменить браузер по умолчанию, чем в предыдущих версиях ОС. Mozilla Corporation опубликовала видео, в котором показала, как можно выполнить процедуру.
После выхода версии 1607 пользователи некорпоративных редакций были лишены возможности отключить «экран блокировки», на котором приложением «Windows Spotlight» принудительно демонстрируется реклама Microsoft и приложений магазина Microsoft.

### Телеметрия
Использование персональных данных вызвало опасения пользователей и новостных сайтов. Microsoft собирает множество данных об использовании компьютера с помощью сервисов телеметрии, которые пользователь не может отключить. Согласно заявлению о конфиденциальности, Windows 10 собирает данные, используемые для улучшения продуктов и служб. Примерами таких данных являются имя, адрес электронной почты, предпочтения и интересы, журнал браузера, журнал поиска и история файлов, данные телефонных звонков и SMS, конфигурация устройств и данные с датчиков, а также данные об использовании приложений. Также могут собираться все данные, вводимые с клавиатуры, рукописно или через системы распознавания речи. Сбор данных может происходить при установке программ, использовании голосового поиска, открытии файлов и вводе текстов. Собранные данные могут передаваться третьей стороне с согласия пользователя для предоставления запрошенных услуг, а также предоставляться изготовителям оборудования. Часть критики также относится к тому, что Windows 10 делится паролями от Wi-Fi с другими пользователями.
Впервые обильный сбор данных был замечен в предварительных версиях ОС, однако и в финальной версии Windows 10 производится сбор определённых данных и их отсылка в Microsoft, в частности по умолчанию браузеры Microsoft Edge и Internet Explorer собирают информацию о поиске в интернете и о посещённых сайтах. Приложения и сервисы Windows 10 собирают информацию о местоположении. Cortana собирает контактные данные, сведения о звонках и текстовых сообщениях, историю посещений сайтов. Для своей работы она требует разрешить сбор и отправку статистики всей вводимой информации (через распознавание голоса, рукописного ввода и с помощью клавиатур). Также в Microsoft передаются ключи шифрования жёсткого диска (отключение данной опции недоступно в «домашней» редакции), пароли к сетям Wi-Fi («Контроль Wi-Fi» предоставляет эти ключи друзьям в Facebook, контактам Outlook и Skype).
После интеграции Cortana в Windows Search в «домашней» редакции стало невозможным отключение голосового помощника, который отсылает вводимые данные (без входа в учётную запись Microsoft данные остаются анонимными).
Некоторыми юристами и депутатами в Генеральную прокуратуру России были направлены заявления о несоответствии новой операционной системы российскому законодательству. Депутаты посчитали, что Windows 10 угрожает сохранности персональных данных, адвокатской и государственной тайн. Роскомнадзор в ходе проверки обращения Николая Левичева заявил, что деятельность компании Microsoft, связанная с сбором данных в операционных системах, не нарушает российское законодательство об информации, поскольку пользователи добровольно соглашаются с пользовательским соглашением.
Существует четыре уровня телеметрии Windows 10:
1. Безопасность — собирает данные «Connected User Experience and Telemetry», инструмента «Malicious Software Removal Tool» и Защитника Windows. Доступен только в редакциях «Корпоративная» и «Для образовательных учреждений».[77][78]
2. Базовые сведения — все данные уровня «Безопасность» и базовые сведения об устройстве, данные об использовании приложений.
3. Расширенные сведения — все данные базового уровня и дополнительные сведения, включая использование Windows, Windows Server, System Center и приложений, сведения об их производительности. C версии 1703 уровень недоступен.
4. Полные сведения — данные расширенного уровня и дополнительные сведения, необходимые для выявления и устранения проблем.

### Обязательные автоматические обновления
Пользователи подвергли резкой критике механизм установки обновлений в Windows 10. Обновления устанавливаются автоматически в обязательном порядке и пользователи «домашней» редакции первых версий ОС не могли отложить обновления (с версии 1703 пользователь любой редакции может отложить установку обновлений до 35 дней). Вместе с обязательными обновлениями могли прийти ошибки. Одно из обновлений Windows 10 привело к ошибке в работе драйверов видеокарт Nvidia. Кумулятивное обновление KB4041676, выпущенное для Windows 10 версии 1703 10 октября 2017 года, приводило к «синему экрану смерти» после обязательной перезагрузки системы, 100 % нагрузке на диск и зависанию системы на этапе установки обновления.
В августе 2015 года Microsoft перестала объяснять содержимое обновлений, но под давлением критики пересмотрела своё решение в феврале 2016 года.

### Навязывание новой ОС
С момента выпуска Windows 10 Microsoft неоднократно обвиняли в агрессивной рекламной кампании и навязывании пользователям новой ОС. В частности, компьютеры с Windows 7 и Windows 8.1 тайно загружали установочные файлы Windows 10 на компьютер пользователя без его разрешения. Процедура активировалась на компьютерах, где включена опция автоматической загрузки обновлений. 

Microsoft официально подтвердила, что действительно распространяла дистрибутив Windows 10 таким способом, не спрашивая разрешения у пользователей. На компьютерах создавалась скрытая папка $Windows.~BT , где размещаются файлы общим объёмом от 3,5 до 6 Гбайт.
Приложение «Get Windows 10» (сокращённо — «GWX»), которое загружалось на компьютеры с «Windows 7» и «Windows 8.1» для обновления до Windows 10, постепенно лишало пользователей возможности отказаться от обновления. Сначала пользователь мог отказаться от обновления, но позднее всплывающее окно с предложением обновиться до Windows 10 имело всего две кнопки: «Обновиться сейчас» и «Обновиться ночью» — кнопки для отказа от обновления не было.
В марте 2016 года пользователи начали жаловаться, что их компьютеры самостоятельно обновились до Windows 10, не спрашивая пользователя об этом. Причиной этого стала ошибка со стороны Microsoft: обновление до Windows 10 обычно отмечалось в центре обновления как «опциональное» или «рекомендуемое». Установку пользователь должен выбрать вручную, поставив галочку. Но специалисты Microsoft, по ошибке, сами проставили галочку напротив обновления до Windows 10, сделав его обязательным. Многие пользователи не обратили внимания на лишнюю строку в списке и скачали обновление, наряду с другими патчами.
Компания извинилась за допущенную ошибку и убрала Windows 10 из списка обязательных обновлений.

#### Судебные иски к Microsoft
1. Жительница Калифорнии Тери Гольдштейн отсудила у Microsoft 10 тыс. $ после того, как её компьютер автоматически обновился до Windows 10.[291][292][293][294] По её словам, после установки обновления компьютер начал работать очень медленно и время от времени вовсе переставал работать, иногда на несколько дней. «Я никогда не слышала о Windows 10. Никто никогда не спрашивал меня, хочу ли я обновить компьютер», — сообщила истица. Она отметила, что специалисты службы поддержки Microsoft не смогли идентифицировать проблему, поэтому она подала в суд, требуя компенсировать ей потерю заработной платы и стоимость нового компьютера. Суд признал её требования законными и обязал компанию выплатить ей 10 тыс. долларов, Microsoft первоначально подала апелляцию на это решение, однако затем отозвала её. В корпорации пояснили, что посчитали, что им проще выплатить женщине деньги, чем продолжать судебное разбирательство. Это первый общеизвестный случай, когда кому-либо удалось отсудить у Microsoft средства за обновление ПО.[291][292][293][294]
2. Три жителя Иллинойса подали иск в суд Чикаго против Microsoft из-за проблем с обновлением до Windows 10. По заявлению истцов, обновления причинили ущерб компьютерам, из-за чего они потеряли важную информацию, время и деньги[295]. По словам троих подавших иск пользователей, Microsoft выпустила продукт (Windows 10), «не подходящий для использования в целях, для которых подобные продукты обычно предназначены». Как сообщается в документе, конфигурация обновления не соответствует тому, что указано в пользовательском соглашении[296][297]. Согласно жалобе некой госпожи Уотсон, её система была обновлена до Windows 10 автоматически без запроса разрешения с её стороны. В процессе инсталляции возникла ошибка, и Уотсон потеряла часть данных, необходимых ей для работы. В итоге ей пришлось платить специалистам за восстановление стёртых документов и покупать новый компьютер[298]. Второй истец добровольно установил обновления, однако после инсталляции все программы на его компьютере перестали работать. Пользователю также пришлось потратить время и деньги на восстановление утерянных данных[298]. Третьему истцу Голдбергу пришлось согласиться на обновление до Windows 10, поскольку ему надоело каждый день в течение шести месяцев видеть напоминание. Процесс инсталляции зависал три раза, и в результате Голдберг был вынужден обратиться за помощью к специалистам[298].

После судебных исков, связанных с неудачным обновлением пользователей до Windows 10, Microsoft объявила акцию, по условиям которой любой пользователь, чей компьютер не получится обновить до Windows 10, получал в подарок ноутбук Dell Inspiron 15. Программа действовала при соблюдении ряда условий: прежде всего предоставленный компьютер в плане технических характеристик должен удовлетворять минимальным требованиям для работы с Windows 10. Для обновления необходимо было предоставить компьютер в магазин Microsoft не позднее 12:00 дня в период до 29 июля 2016 года. Наконец, на устройстве должна быть установлена лицензионная версия Windows 7 или Windows 8.1. Если все условия соблюдены, а специалисты Microsoft не смогут обновить компьютер до Windows 10 до завершения рабочего дня, в который было предоставлено устройство, клиент бесплатно мог получить ноутбук. Если предоставленное устройство не удовлетворяет требованиям для установки Windows 10, корпорация предлагала пользователю утилизировать устройство в обмен на купон стоимостью 150 $ для приобретения нового компьютера.

### Возбуждение дела в ФАС
10 ноября 2016 года Федеральная антимонопольная служба России возбудила дело в отношении Microsoft по признакам злоупотребления доминирующим положением. Жалоба была подана производителем антивирусного программного обеспечения — «Лаборатория Касперского».

Компания пожаловалась на то, что Microsoft сократила время адаптации производителей оборудования к антивирусному ПО с 2 месяцев до 6 дней. Производители оборудования не имели достаточно времени адаптироваться к антивирусному ПО «Лаборатории Касперского», который в результате проигрывает в конкурентной борьбе Microsoft.
«Компания Microsoft существенно сократила время для адаптации обеспечения совместимости антивирусного программного обеспечения сторонних разработчиков в отношении операционной системы Windows 10, а именно с 2 месяцев до 6 календарных дней.» — сообщение на сайте ФАС
«Из-за того, что компания Microsoft сама является разработчиком антивирусного программного обеспечения Windows Defender, которое автоматически включается, если стороннее ПО не успело адаптироваться с Windows 10, такие действия ведут к необоснованным преимуществам для Microsoft на рынке программного обеспечения. Наша задача — обеспечить равные условия для всех участников этого рынка», — комментарий заместителя руководителя ФАС Анатолия Голомолзина.
19 июля 2017 года Microsoft уведомила ФАС, что устранила нарушения по части блокирования и ограничения сторонних антивирусов. 7 августа 2017 года после проверки ведомство подтвердило устранение нарушений. «Лаборатория Касперского» также отозвала жалобу в Европейскую комиссию и Федеральное ведомство по картелям Германии на Microsoft. Необходимые изменения внесены в Windows 10 Fall Creators Update.